# Daniel Mouratidis

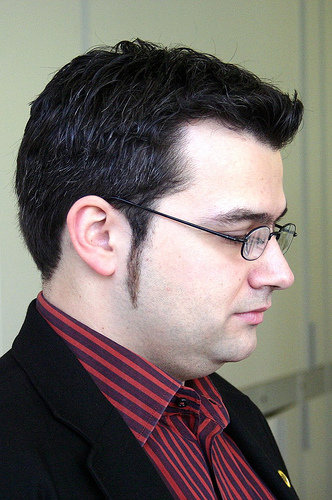
Daniel Mouratidis (2007)

Iordanis Daniel Mouratidis (* 3. Mai 1977 in Stuttgart) ist ein deutscher Politiker (Bündnis 90/Die Grünen). Von 2006 bis 2009 war er Landesvorsitzender von Bündnis 90/Die Grünen Baden-Württemberg.
Mouratidis wurde am 12. November 2006 auf der Landesdelegiertenkonferenz in Bad Krozingen im zweiten Wahlgang mit 119 von 213 Stimmen als Nachfolger von Andreas Braun zum Landesvorsitzenden von Bündnis 90/Die Grünen Baden-Württemberg gewählt. Am 13. Oktober 2007 wurde Mouratidis auf der Landesdelegiertenkonferenz in Heilbronn in seinem Amt bestätigt und für eine reguläre Amtszeit von zwei Jahren gewählt. Auf der Landesdelegiertenkonferenz im November 2009 in Biberach unterlag der zum realpolitischen Flügel zählende Mouratidis beim Versuch einer erneuten Wiederwahl seinem Nachfolger und Parteilinken Christian Kühn. Anschließend wechselte er nach Sachsen-Anhalt, wo er für die Landtagswahl 2011 das Amt des Wahlkampfmanagers für Bündnis 90/Die Grünen Sachsen-Anhalt bekleidete. Von 2009 bis 2011 war er Stadtrat in Backnang.
Von 2016 bis 2021 war er nach dem Eintritt der Grünen in die Kenia-Regierungskoalition zum zweiten stellvertretenden Regierungssprecher in der Staatskanzlei Sachsen-Anhalt ernannt worden, wo er das Referat Öffentlichkeitsarbeit für Kultur und Medien leitete.
Von 2022 bis 2024 war er als Leiter des Leitungsstabes Büroleiter des Bevollmächtigten und Pressesprecher der Vertretung des Landes Baden-Württemberg beim Bund. Seit 2024 ist er Dienststellenleiter der Landesvertretung.
Mouratidis besitzt neben der deutschen auch die griechische Staatsbürgerschaft.